# Агдашки рејон
Агдашски рејон (азер. Ağdaş rayonu), једна је од 78 административно-територијалних јединица Азербејџана. Налази се у пределу региона Аран. Административни центар рејона се налази у граду Агдаш. 
Агдашски рејон обухвата површину од 1.050 km² и има 100.600 становника (подаци из 2011). 
Административно, рејон се даље дели у 51 мање општина.